# Soyo
Soyo (vor der Unabhängigkeit Santo António do Zaire) ist eine Stadt in der angolanischen Provinz Zaire und ein größerer Hafen am Atlantik an der Mündung des Kongo.
Soyo liegt in der zweitgrößten Öl produzierenden Region des Landes mit einer Fördermenge von 700.000 Barrel täglich.

## Geschichte

### Frühe Geschichte
Soyo (ursprüngliche Schreibweise Sonho, gesprochen Sonjo) war eine Provinz des Königreiches Kongo, das sich von der Mündung des Kongoflusses nach Süden bis zum Fluss Loze und 100 Kilometer landeinwärts erstreckte. Es war bereits eine verwaltungsmäßige Einheit, deren Führer oder Gouverneur sich mwene Soyo oder Lord von Soyo nannte, als die Portugiesen 1482 unter Diogo Cão in diesem Teil Afrikas erschienen. 1491 war der Führer Soyos der erste, der sich im Königreich Kongo taufen ließ.
Soyo wurde im 16. Jh. gewöhnlich von einem Mitglied der königlichen Familie Kongos regiert, wahrscheinlich vom König für eine befristete Zeit ernannt. Der Führer zur Zeit des Erscheinens der Portugiesen, als Manuel getauft, soll ein Onkel des herrschenden Königs gewesen sein. Innerhalb Kongos durfte Soyo expandieren und andere Gebiete für die königliche Herrschaft erobern. So erlaubte Nzinga a Kuwu, der 1491 in Kongo herrschende König, eine Ausdehnung von Soyos Territorium entsprechend der Verbreitung der Taufe seiner Führer. Diese Erweiterung erlaubte Soyo verschiedene Unterprovinzen zu kontrollieren einschließlich Pambala, Kima und Tubii, entlang dem Kongofluss, und Lovata (unter anderen) an der Atlantikküste.
Soyos Hafen Mpinda, dicht an der Mündung des Kongoflusses gelegen, wurde im 16. Jh. ein bedeutender Handelshafen Kongos. Eine portugiesische Gemeinschaft ließ sich hier nieder und handelte vom Hafen aus mit Sklaven, Elfenbein und Kupfer. Eine königliche Untersuchung in Kongo ergab 1548, dass jährlich 4000 Sklaven von Mpinda aus auf die Insel São Tomé und weiter nach Brasilien verschifft wurden.
In den frühen 1590er Jahren wurde Miguel zum Grafen ernannt, als Álvaro II. (von Kongo) europäische Adelsnamen und -titel einführte. Wie auch immer, entsprach jener nicht ganz Álvaros Ambitionen und es kam zu einer länger andauernden Phase von Spannungen zwischen Soyo und Kongo, mit dem Resultat der Anerkennung Miguels als mehr oder weniger unabhängiger Führer.
Spätere Könige nahmen das jedoch zurück und fuhren fort ihre eigenen Kandidaten in Soyo einzusetzen. Paulo, von König Pedro II. in Soyo eingesetzt, diente eine lange Zeit von 1621 bis 1641. Paulo, ein Verwandter des ihn einsetzenden Königs Pedro II., spielte jedoch so etwas wie den Partisanen der Familie und war oft involviert in die komplizierten Bürgerkriege, die Kongo in den 1620er und 1630er Jahren plagten.

### Unabhängigkeit
Daniel da Silva ersetzte 1641 Paulo und geriet unmittelbar in Gegnerschaft zum neu inthronisierten König Garcia II., der ihn abzusetzen versuchte. Daniel leistete Widerstand und beanspruchte das Recht der Grafen von Soyo, von ihrer eigenen Nobilität gewählt zu werden. Kriegerische Versuche Garcias, Daniel zu unterwerfen, scheiterten 1641, 1643, 1645 und 1656 mit zum Teil schweren Verlusten. Dies in erster Linie auch deshalb, weil die königlichen Armeen die hölzernen Befestigungen Soyos, Nfinda Ngula genannt, nahe der Hauptstadt, nicht attackieren konnten.

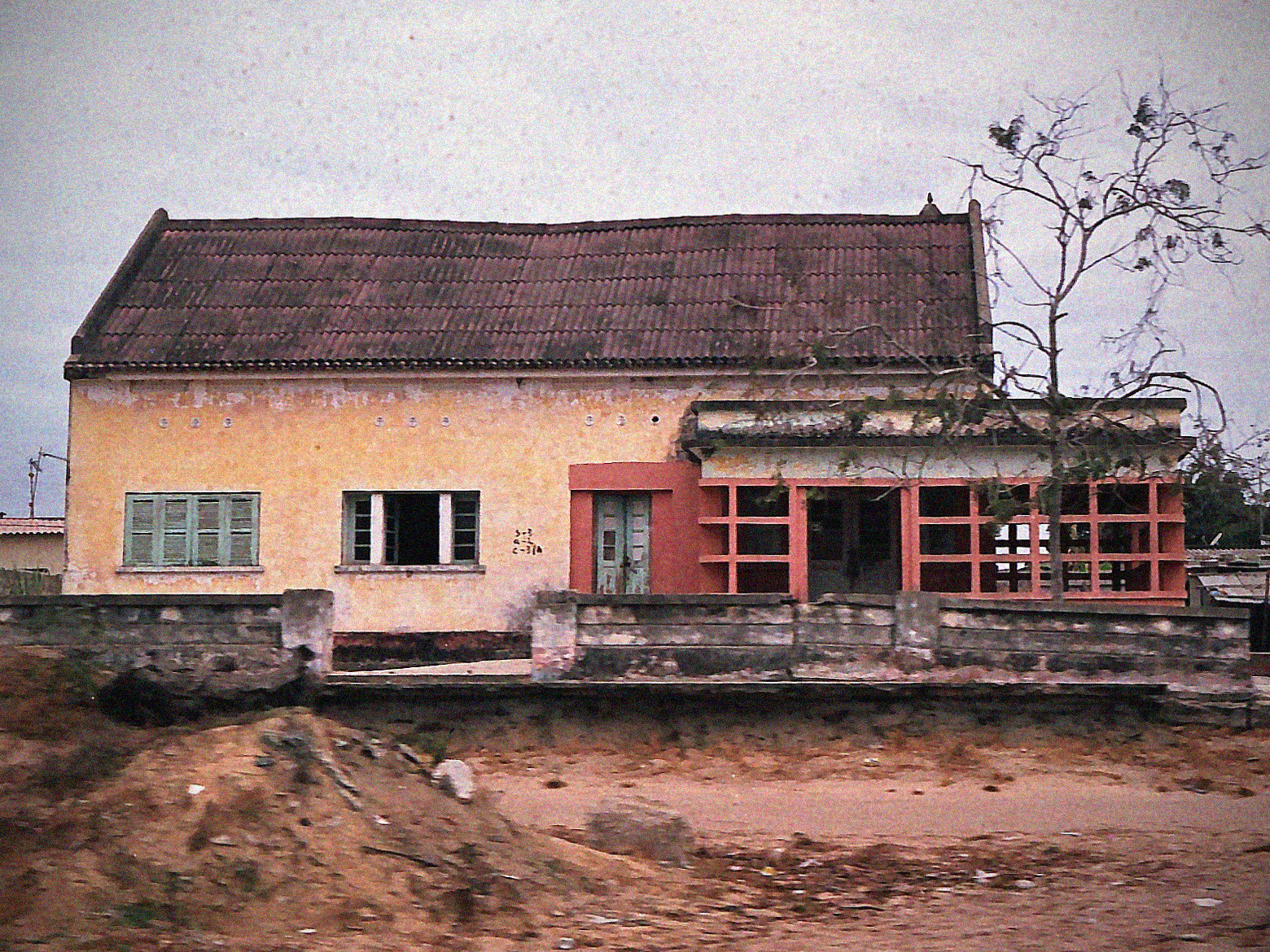
Verlassenes Haus aus der Kolonialzeit (ca. 1955) in Soyo

Als Soyo unabhängiger wurde, nahmen seine Herrscher den Titel Prinz an und im späten 17. und frühen 18. Jh. schließlich Groß-Prinz. Soyo war aktiv beteiligt an der Politik Kongos während und nach der Herrschaft Garcias II., insbesondere auch als Verteidiger des Kimpanzu-Zweiges der Familie. Die Grafen von Soyo unterstützten sie und gaben ihnen Schutz, so z. B. 1656, als eine Konspiration der Söhne Pedros II. scheiterte, Garcia abzusetzen.
1670 versuchte der portugiesische Gouverneur das in einem Bürgerkrieg befindliche Kongo zu übernehmen und marschierte in Soyo ein. Nach einem ersten Sieg wurden die portugiesischen Truppen von Soyo in der Schlacht von Kitombo in Nfinda Ngula nahe der Hauptstadt verheerend geschlagen. Der Tag des Sieges, der 18. Oktober, Tag des hl. Lukas, wurde als wichtiger Feiertag begangen.
Erst zwei Jahrhunderte später, als Portugal in endlosen Kriegen das Gebiet des heutigen Angola zu besetzen begann, wurde auch Soyo besetzt und die Stadt in Santo António do Zaire umbenannt.

### Gegenwart
Seit gegen Ende der Kolonialzeit vor der Küste Nordwestangolas Erdölvorkommen großen Ausmaßes entdeckt wurden, wurde neben Cabinda auch Santo António do Zaire zu einem Mittelpunkt der Erdölförderung. Am 5. April 1974 wurde die bisherige Kleinstadt (Vila) zur Stadt (Cidade) erhoben.
Nach der Unabhängigkeit 1975 legte die Stadt ihren portugiesischen Ortsnamen ab und heißt seither wieder Soyo. Sie wird heute als einer der wichtigsten Stützpunkt der Erdölförderung Angolas gesehen.

## Wirtschaft
Im Jahr 2013 wurde in Soyo die erste Flüssiggasanlage Angolas eröffnet. Sie gehört zu den weltweit modernsten Anlagen zur Verarbeitung von Flüssiggas LNG. Daneben gibt es Tanks für 88.000 m³ Propan, 59.000 m³ Butan und 108.000 m³ Kondensat. Dazu gehören drei Anlagestellen zur Verladung und eine Flotte von sieben LNG-Tankern. An der Investition von 10 Milliarden US-Dollar sind die Unternehmen Sonangol (22,8 %), Chevron (36,4 %), BP (13,6 %), ENI (13,6 %) und Total (13,6 %) beteiligt.

## Verwaltung
Soyo ist Sitz eines gleichnamigen Kreises (Município) in der Provinz Zaire. Der Kreis umfasst 5.572 km² und hat rund 267.000 Einwohner (Schätzung 2019). Die Volkszählung 2014 ergab 227.175 Einwohner.
Vier Gemeinden (Comunas) bilden den Kreis Soyo:
- Pedra de Feitiço
- Quêlo
- Soyo
- Sumba

## Sport
Der 1987 gegründete Fußballverein Académica Petróleo do Kwanda ist in Soyo beheimatet. Er trägt seine Heimspiele im 10.000 Zuschauer fassenden Stadion Estádio do Imbondeiro aus. Der Verein spielte in der höchsten Spielklasse Angolas, im Girabola, bis er am Ende der Saison 2012 in die zweite Liga (Gira Angola) abstieg. Im April 2014 gab der Vereinspräsident Avelino da Graça das Ziel bekannt, den Verein 2015 mit finanziellen, administrativen und sportlichen Anstrengungen wieder in den Girabola zu bringen.

## Söhne und Töchter der Stadt
- José Joana André (* 1963), Manager und Politiker
- Lesliana Pereira (* 1987), Fernsehmoderatorin und Film- und Fernsehschauspielerin